# محمد اردشیر
محمد اردشیر بهرستاقی (زادهٔ ۱۳۳۵ در آمل) استاد تمام دانشکدهٔ ریاضی دانشگاه صنعتی شریف و پژوهشگر منطق و ریاضیات شهودگرا است. از وی کتابی به نام منطق ریاضی در ایران به چاپ رسیده که در سال ۱۳۸۴ به عنوان کتاب برگزیدهٔ سال در ایران انتخاب شد. کتاب فلسفه براوئر دربارهٔ فلسفه و مبانی مکتب شهودگرایی در ریاضیات نیز به‌وسیلهٔ او ترجمه و در سال ۱۳۸۷ توسط انتشارات هرمس چاپ شد. وی در حال حاضر عضو هیئت تحریریه مجله علوم رایانشی انجمن انفورماتیک ایران نیز می‌باشد.

## تحصیلات
اردشیر دوران متوسطه را در دبیرستان خوارزمی‌ گذراند و در سال ۱۳۵۴ در رشتة ریاضی دیپلم گرفت. سپس به دانشگاه صنعتی شریف راه یافت و در سال ۱۳۵۹ مقطع کارشناسی رشته برق و مقطع کارشناسی ارشد در رشته ریاضیات را در دانشگاه صنعتی شریف در سال ۱۳۶۹ به پایان رسانید. او برای ادامه تحصیل به آمریکا رفت و در سال ۱۳۷۴ از دانشگاه مارکت در ایالت ویسکانسین دکترای ریاضی گرفت.